# Oskar Deecke
Oskar Deecke (Amburgo, 16 maggio 1986) è un hockeista su prato tedesco.

## Palmarès
- Giochi olimpici

Londra 2012: oro.
- Coppa del mondo

Nuova Delhi 2010: argento.
- Europei

Amsterdam 2009: argento.
Mönchengladbach 2011: oro.
Boom 2013: oro.
Londra 2015: argento.
- Champions Trophy

Melbourne 2009: argento.
- Coppa del mondo Indoor

Vienna 2009: oro.
Poznań 2011: oro.
- Europeo Indoor

Ekaterinenburg 2008: argento.
Lipsia 2012: oro.